# NBA 2K20
《NBA 2K20》是一款在2019年9月6日推出的籃球模擬遊戲，由Visual Concepts開發，由2K Sports發行，是NBA 2K系列的第21款遊戲，也是《NBA 2K19》的下一代。

## 介绍
該遊戲的標準版和豪華版的封面人物皆是美國NBA籃球隊洛杉磯湖人的球星安東尼·戴維斯 ，而傳奇版的封面人物則是美國NBA籃球隊邁阿密熱火已退休球星德韋恩·韋德。
本作在發售初期獲得了極大量的負評，主要的吐槽點在於太多漏洞，對電腦的優化差也是其中一個原因，甚至PC版遊戲的圖標還是直接從上代《NBA 2K19》複製下來的。因此導致本作發售初期在Steam獲得壓倒性負評的評價。10月初在休斯敦火箭时任总经理莫雷发表挺港言论后，本作乃至整个NBA 2K系列更是遭到了中国大陆玩家的抵制。
本游戏被IGN评分为7.8分。